# 3. Brandenburgisches Konzert
Johann Sebastian Bachs drittes Brandenburgisches Konzert, BWV 1048, ist eine Komposition für neun Streichinstrumente und Basso continuo. Bach stellte das Werk mit anderen zu einer Sammlung von sechs Konzerten zusammen, die er im März 1721 unter dem Titel Six Concerts avec plusieurs instruments in Partitur an den Markgrafen Christian Ludwig von Brandenburg-Schwedt sandte. Wie bereits der Titel nahelegt, weisen die einzelnen Werke große Unterschiede in Besetzung, Umfang und Charakter auf.

## Besetzung
Das Werk ist nur für Streicher geschrieben, mit Aufteilung der Geigen, Bratschen und Celli in jeweils drei Gruppen oder Einzelinstrumente:
- Violine 1, 2, 3
- Viola 1, 2, 3
- Violoncello 1, 2, 3
- Violone
- Basso continuo (Cembalo)

## Geschichte

### Entstehung
Bachs Kompositionspartitur ist – wie beim größten Teil seiner Konzerte – nicht erhalten. Nachdem er die daraus kopierte Widmungspartitur 1721 weggegeben hatte, griff er 1729 wieder auf sein Handexemplar zurück, um eine zweite Fassung als Einleitungssinfonia zu seiner Kantate BWV 174 Ich liebe den Höchsten von ganzem Gemüte zu schreiben.
Der Vergleich der beiden erhaltenen Versionen zeigt immer wieder Unterschiede im Detail. Bach nutzte bei der Abschrift in die Widmungspartitur vor allem die Gelegenheit, die Celli im ersten Satz weiter zu individualisieren. Da die Sinfoniafassung zum Teil von einem Kopisten geschrieben wurde, folgt sie offenbar eng der Kompositionspartitur.

#### Datierung
In den vom Kopisten geschriebenen Passagen finden sich Stellen mit einer altertümlichen Schreibweise der Vorzeichen, die Bach 1715 aufgab. Dies lässt vermuten, dass die Komposition vor diesem Datum entstanden ist. Die Forschung bringt das Konzert auch in Zusammenhang mit dem Konzert für drei Violinen BWV 1064, das als eine Art Vorstudie betrachtet wird, da viele satztechnische Details und auch die Großform auffällige Ähnlichkeiten aufweisen.
Präzise Stilvergleiche mit den datierbaren Kantaten aus Weimarer Zeit lassen auf eine Entstehung 1714 schließen, mit Tendenz zur zweiten Jahreshälfte, also an zweiter Stelle des Zyklus.

### Sinfonia zu Kantate 174
Bach verwendete viele seiner Weimarer Konzertsätze in den ersten Leipziger Jahren als Einleitungen zu seinen Kirchenkantaten. Ein Beispiel ist auch die Kantate BWV 174 Ich liebe den Höchsten von ganzem Gemüte, entstanden 1729 in Leipzig. Bach ließ durch einen Schreiber den ersten Satz des Konzerts abschreiben und fügte Stimmen für zwei Hörner sowie einen Ripieno-Chor von zwei Oboen und einer Oboe da caccia, die gemeinsam mit den Streichern geführt werden. Diese zusätzlichen Instrumente verdoppeln abschnittsweise die neun Hauptstimmen und verdeutlichen so die Einteilung in Solo- und Tuttipassagen. An manchen Stellen erscheint jedoch auch neues melodisches Material.

### Besetzung der drei Celli
Parallel zu der bekannten Version ist eine weitere Abschrift des Konzerts überliefert, in der die Cellostimmen nicht an allen Stellen im gleichen Maße individualisiert waren – möglicherweise entstanden manche dieser Stellen erst beim Ausschreiben des Widmungsautographs. Da auch im letzten Satz die Celli zusammen geführt werden, ist eine Frühfassung mit nur einem oder zwei Celli vermutet worden. Hintergrund ist hier die Beobachtung der Praxis, dass die drei Celli – zumindest für heutige Ohren – das Klangbild etwas sehr dominieren. Auf der anderen Seite lässt die ganze Anlage der Komposition mit dreimal drei Streichern eine derartige Entstehung als unwahrscheinlich erscheinen – heute wird eher davon ausgegangen, dass Bach ursprünglich keinen Violone vorgesehen hatte.
Da es im Barock durchaus auch am Arm gespielte Streichinstrumente in Violoncellostimmung gab, die häufig nicht korrekt als „Viola da spalla“, sondern als „Violoncello“ bezeichnet wurden, stellt sich die Frage, ob Bach hier nicht ursprünglich an derartige Instrumente gedacht haben könnte.

## Musik
Sätze
- ¢ G-Dur
- Adagio c e-Moll
- Allegro assai 12/8 G-Dur

### Erster Satz
Der erste Satz zieht seine Spannung vor allem aus der Gegenüberstellung der dreistimmigen Violinen gegen die ebenfalls dreistimmigen Violen. Die Celli werden erst im weiteren Verlauf und nur stellenweise geteilt. Etwa ab der Mitte stellen sich Instrumente auch solistisch vor; dies betrifft vor allem die erste und zweite Violine sowie die erste Bratsche.

### Überleitung
In der Tradition Giuseppe Torellis und Tomaso Albinonis hat das Konzert keinen ausgeführten langsamen Satz, sondern nur zwei gehaltene überleitende Akkorde einer phrygischen Kadenz; die deutliche Schreibweise des Autographs lässt nicht vermuten, dass Bach hier beim Abschreiben etwas vergessen hat. Man geht meist davon aus, dass hier ein kleines improvisiertes Solo, etwa von Cembalo oder erster Violine, zu den Akkorden hinführte oder diese verband (Ulrich Siegele hält aus Proportionsgründen die Länge dieser Improvisation mit drei Takten für richtig). Nachdem Bach aber am Schluss der Mittelsätze des ersten und vierten Konzerts derartige Soli ausschrieb und keine zeitgenössische Beschreibung einer derartigen improvisierenden Praxis existiert, verzichten inzwischen viele Interpreten darauf.
Wegen des dominantischen Schlussakkords sollte der nächste Satz dann jedenfalls unmittelbar anschließen:

### Schlusssatz
Dieser Satz stellt eine stark stilisierte Gigue dar; er teilt die Geigen und Bratschen wieder bis zu sechsstimmig auf, lässt die Cellogruppe aber ungeteilt. Typisch für einen Tanz, besteht der Satz aus zwei Teilen, die in sich wiederholt werden. Der ganze Satz ist praktisch von vorne bis hinten von endlosen Sechzehntelketten durchzogen.
Wie die meisten Gigues von Bach beginnt der erste Teil mit imitatorisch einsetzenden Instrumentengruppen und moduliert zur Dominante. Das Thema ist ein auf- und abwärts geführter Tonleiterlauf; die zweite Hälfte des Abschnitts führt dann noch eine – kaum gegensätzliche – Figur aus gebrochenen Akkorden ein. Wie ebenfalls häufig in Bachs Giguen, beginnt nach der Wiederholung das Thema in Umkehrung in tiefer Lage (in den Celli); die Bratschen greifen es auf, und ein kurzes Solo der ersten Violine führt sofort in eine vollständige Wiederaufnahme des ersten Teils, diesmal in der parallelen Molltonart, nun modulierend zur Mollparallele der Dominante. Eine Variante des Tonleitermotivs und der tosenden Akkordbrechung stellen die Bratschen und Geigen dramatisch gegeneinander, dann führt das gleiche kurze Solo – diesmal von der ersten Bratsche gespielt – in die Reprise des ersten Teils mit vertauschten Geigen und Bratschen; hier beginnt es auf der Subdominante und moduliert so zurück in die Tonika.